# Longines
Die Compagnie des Montres Longines, Francillon S.A. ist ein traditioneller Schweizer Uhrenhersteller mit der ältesten eingetragenen Uhrenmarke der Welt. Das Unternehmen geht auf eine Produktionsstätte zurück, die 1832 im schweizerischen Saint-Imier errichtet wurde, wo sich noch heute der Firmensitz befindet. Die Namensgebung orientiert sich an einem 1866 erworbenen Areal. Im firmeneigenen Museum (Eröffnung 1992) kann die Unternehmensgeschichte anhand von Taschen- und Armbanduhren, Chronographen, Zeitmessgeräten und Navigationsinstrumenten nachvollzogen werden. Das Logo stellt eine geflügelte Sanduhr dar.
Longines fertigt mechanische Uhren sowie Quarzuhren der höheren bis luxuriösen Preisklasse. Bis 1986 baute Longines auch eigene Kaliber, das Unternehmen gehört heute zur Swatch Group und stellt jährlich ca. 1,5 Millionen Uhren her.

## Unternehmens-Geschichte und Meilensteine der Entwicklung

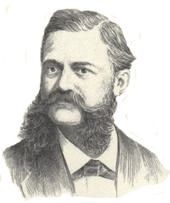
Ernest Francillon (1834–1900)

Montres Longines, Luftbild von Walter Mittelholzer (1925)

1832 eröffnete Auguste Agassiz, Bruder des Naturforschers Louis Agassiz, zusammen mit den Uhrenhändlern Henri Raiguel und Florian Morel in Saint-Imier ein Kontor für Uhrenherstellung und -handel (französisch «Comptoir d’établissage»). Agassiz stellte die bald als besonders haltbar bekannten Uhren «im Stil von Saint-Imier» auf Messen in ganz Europa vor und erwarb sich schnell einen guten Ruf und hohen Bekanntheitsgrad. 1854 übernahm sein Neffe Ernest Francillon die Unternehmensleitung. Durch eine andauernde Wirtschaftskrise um 1860 ergab sich die Notwendigkeit der Kostensenkung über eine Rationalisierung der Uhrenherstellung; Francillon gilt als einer der Pioniere der industriellen Fertigung in der schweizerischen Uhrenherstellung, dies unter wesentlicher Mitwirkung von Jacques David. David studierte 1876, u. a. ausgelöst durch einen Besuch der Weltausstellung in Philadelphia, auch die auf große Stückzahlen ausgelegten Produktionsverfahren bei Elgin sowie Waltham in den Vereinigten Staaten und wurde 1880 Teilhaber von Longines.
Francillon kaufte 1866 außerhalb von Saint-Imier ein Grundstück, das les Longines («die länglichen Wiesen») genannt wurde, und ließ dort eine Fabrik errichten; als einer der Standortfaktoren konnte dort Wasserkraft genutzt werden. Der Aufbau der neuen Fabrik markiert in der Unternehmensgeschichte von Longines den Übergang auf die industrielle Serienfertigung. Ab 1867 stellte man Taschenuhren mit der Zeichnung «E. Francillon, Longines, Suisse» her. Zum Schutz gegen Fälschungen wurde der Name «Longines» am 27. Mai 1889 beim Eidgenössischen Amt für Geistiges Eigentum registriert; das Sanduhr-Logo wurde zunächst allein für die Kennzeichnung von Uhrwerksteilen verwendet und erschien erst in den 1950er Jahren auf dem Ziffernblatt. Mit der Registrierung beim Internationalen Amt für Geistiges Eigentum im März 1893 besitzt Longines die älteste eingetragene Bildmarke der Welt.

Schon 1873/74 gingen 80 Prozent der Uhren in die Vereinigten Staaten von Amerika; die weitergehende Erschließung des US-amerikanischen Marktes übernahmen Vertriebspartner (ab 1880 mit Eugene Robert, ab 1888 mit der A. Wittnauer Company), die geschäftliche Verbindung zu Wittnauer dauerte an bis 1994.

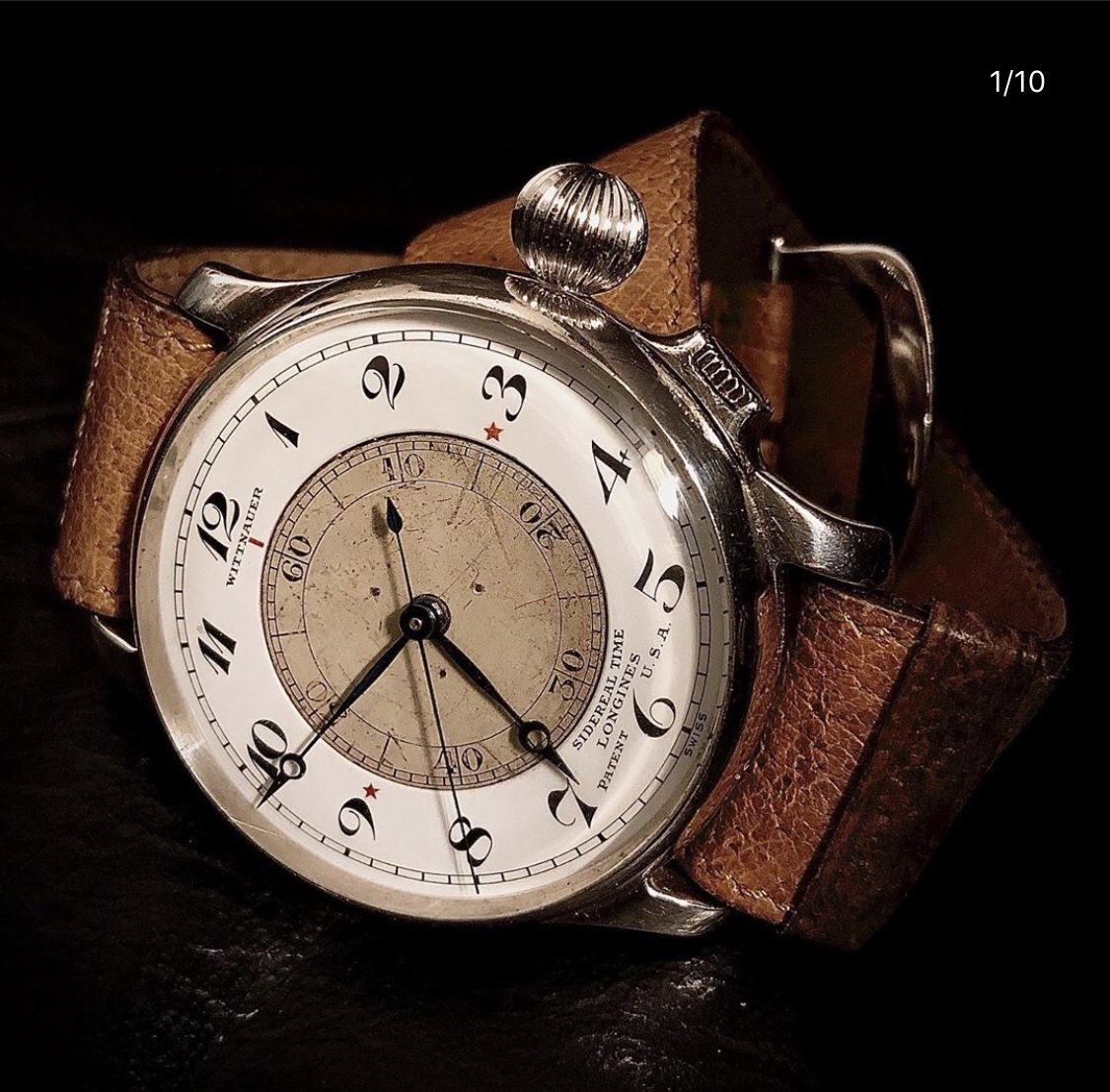
Longines Weems Modell mit verstellbarer Scheibe im Ziffernblatt-Bereich

Das erste Uhrwerk mit Chronographenfunktion trug die Bezeichnung «20H» und stammt aus dem Jahre 1878. Konstruktiv handelte es sich um einen sogenannten Schaltrad- (oder Säulenrad-)Chronographen. Die Funktionen Start, Stopp und Nullstellung betätigt man mit einem Kronendrücker.
Die ersten mechanischen Damen-Anhängeuhren entstanden 1903. Zwei Jahre später produzierte Longines die erste mechanische Herren-Armbanduhr, die nach und nach die Taschenuhr verdrängte. In den folgenden Jahren widmete sich das Unternehmen unter der Leitung von Adrien Francillon schwerpunktmässig der Zeitmessung im Sport und unterstützte wissenschaftliche Expeditionen.
Ein Meilenstein in der Entwicklung von Fliegeruhren war das Modell «Weems second setting watch» basierend auf den Ideen von Captain Philip van Horn Weems zur Navigationsunterstützung. Weems war Ausbilder an der United States Naval Academy, Charles Lindbergh einer seiner Schüler. Über ein verstellbares, inneres Zusatz-Ziffernblatt oder über eine drehbare Lünette konnte die Uhr sekundengenau mit einem per Funk übertragenen Zeitzeichen synchronisiert werden, ohne den eigentlichen Lauf der Uhr zu beeinflussen.

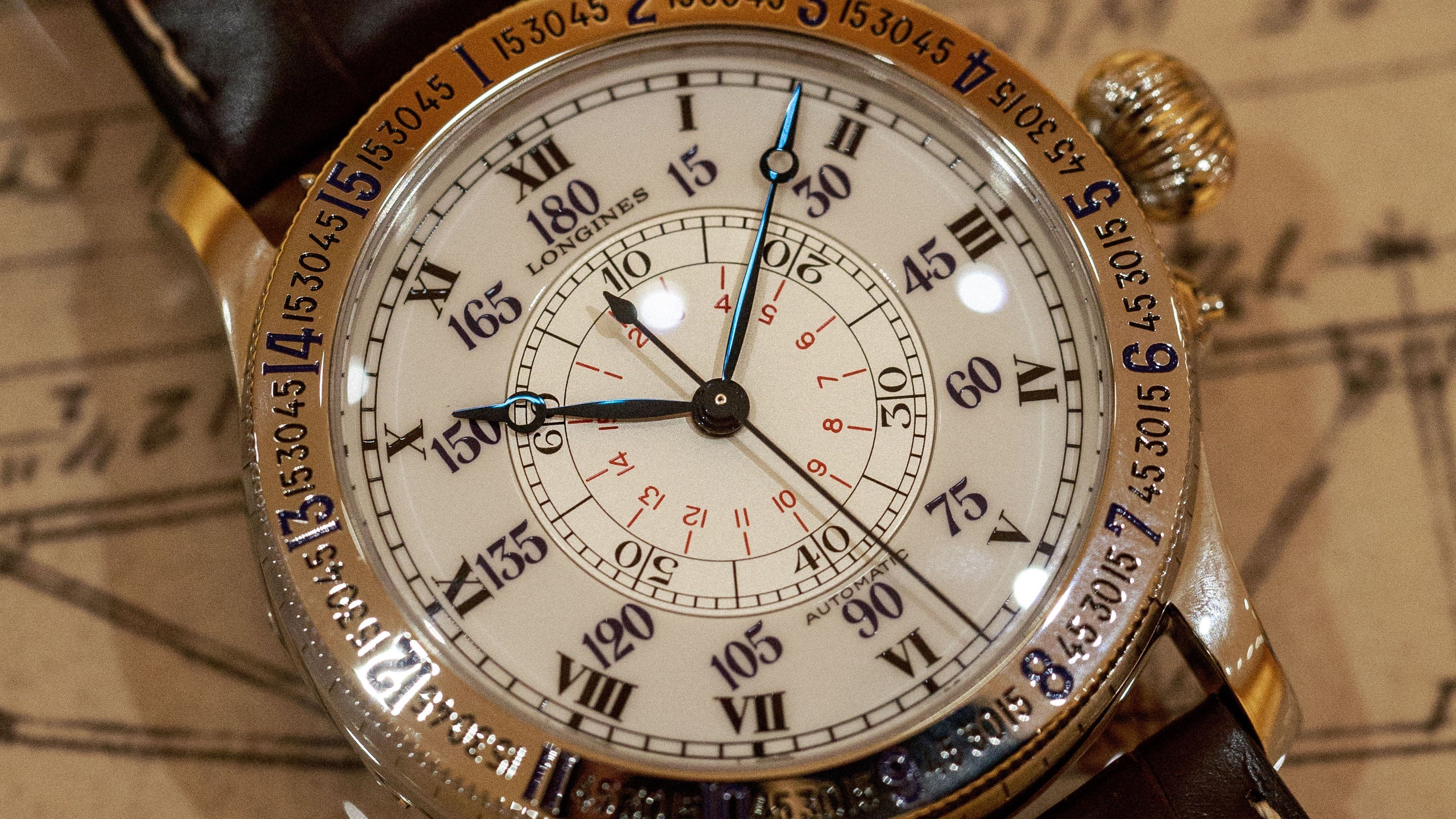
Longines Hour Angle Watch / Stundenwinkeluhr

Schon seit 1919 fungierte der Hersteller aus Saint-Imier als offizieller Zeitnehmer für die FAI, und damit war Longines z. B. für die Zeitmessung der historischen Atlantik-Überquerung des amerikanischen Flugpioniers Charles Lindbergh im Jahr 1927 zuständig. Lindbergh beriet anschliessend den Uhrenhersteller aufgrund seiner Erfahrung mit dem Problem der schnellen Positionsbestimmung bei der Entwicklung einer speziellen Armbanduhr, die die Längengradbestimmung während eines Fluges einfach und schnell ermöglichen sollte. Diese Uhr wird auch als Stundenwinkeluhr bezeichnet, weil der wichtigste Teil bei der Längengradbestimmung, der Stundenwinkel von Greenwich, direkt von der Uhr ablesbar ist. Sie war ab 1932 unter dem Namen «Lindbergh» erhältlich und ist funktional als Erweiterung des Weems-Modells einzustufen. Originale Modelle aus dieser frühen Zeit haben einen Durchmesser von 47,5 mm (ohne Krone) und weisen ein massives Silbergehäuse auf, üblicherweise wurden die Pilotenuhren der damaligen Zeit über der Kleidung getragen.
Armbandchronographen mit «Flyback»-Funktion stellte Longines bereits in den 1920er Jahren her, die Patentierung des Mechanismus folgte 1936.
Im Jahre 1929 umrundete das Luftschiff LZ 127 die Welt, die Ausrüstung mit Bordchronometern stammte von Longines.

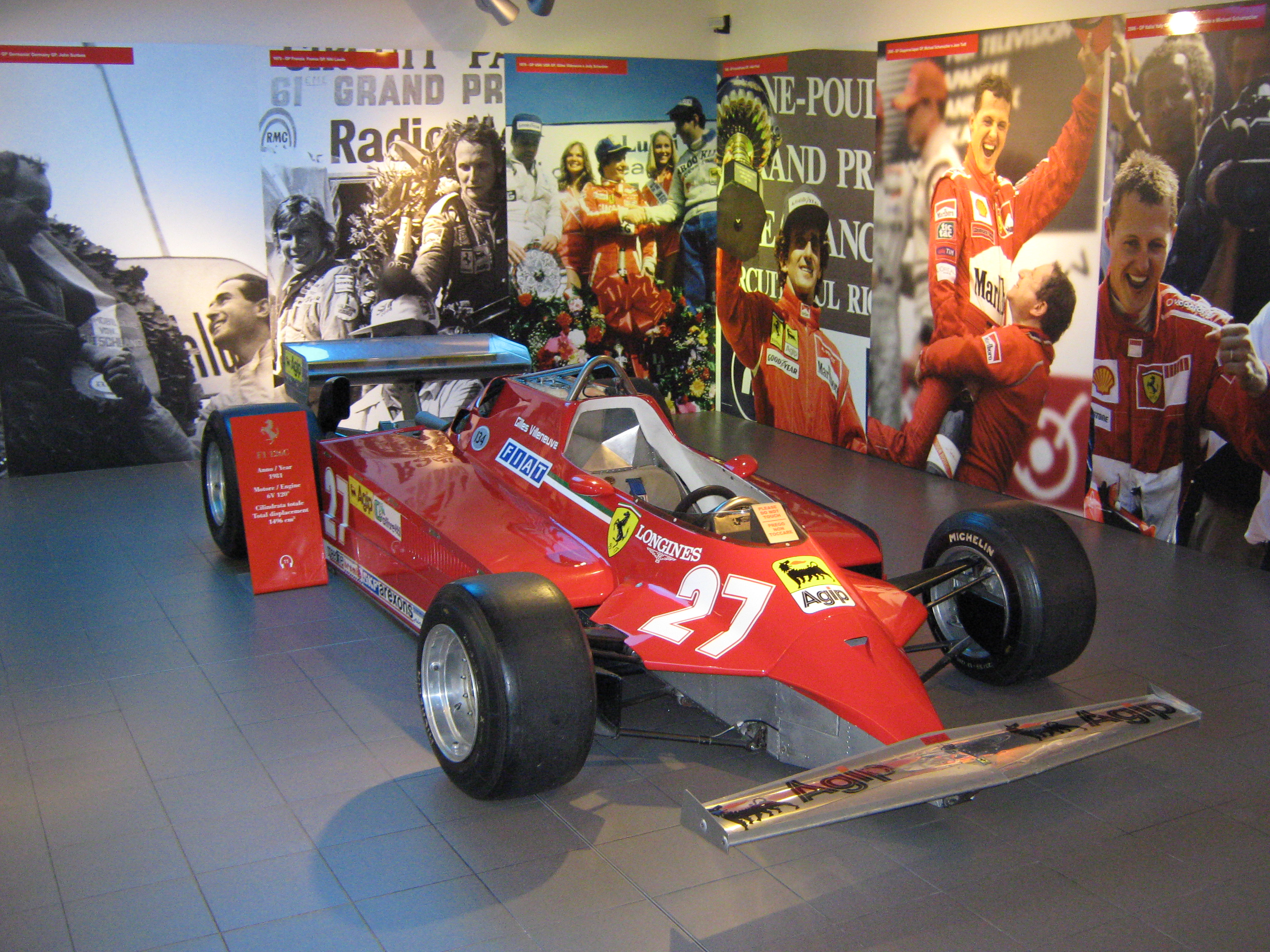
Longines als Zeitnehmer in der Formel 1 in den 80er Jahren sowie als Partner von Ferrari

1945 kam die erste Longines-Armbanduhr mit automatischem Aufzug auf den Markt, 1952 war das Unternehmen offizieller Zeitnehmer der Olympischen Winterspiele von Oslo. 1960 wurde ein besonders flaches elektromagnetisches Werk entwickelt, 1967 mit dem Modell «Ultra-Chron» eine sehr präzise automatische Armbanduhr mit 36'000 Halbschwingungen pro Stunde herausgebracht und 1969 eine besonders genau gehende Quarzuhr mit dem Namen «Ultra-Quartz» präsentiert. Uhren mit LC-Anzeige stellte Longines erstmals 1972 vor, dies in Zusammenarbeit mit Texas Instruments. Das Herstellungsjahr von Longines-Uhren aus dem Zeitraum von 1870 bis 1969 kann bis auf etwa ein Jahr genau durch die Produktionsseriennummer festgestellt werden, die sich auf der Rückseite oder im Deckel von Sprungdeckeluhren eingraviert befindet.
Longines baute die Wankdorf-Uhr, dessen Anzeige der Spieldauer sowie Spielstandes des Fußball-Weltmeisterschaftsfinales von 1954 («Wunder von Bern») durch die Verbreitung in Medien weithin Bekanntheit erlangte.
Mit dem Aufkommen von Quarzuhren als Massenware geriet das Unternehmen wie viele Uhrenhersteller in wirtschaftliche Schwierigkeiten und wurde 1983 in die SMH-Gruppe integriert, die heute als Swatch Group mit zahlreichen Marken wie Swatch, Breguet, Omega, Blancpain und Longines einer der grossen Schweizer Uhrenhersteller ist. Die eigene Uhrwerksproduktion wurde bei Longines in den 1980ern beendet, doch seit 2009 stellt die ETA, als Unternehmen der Swatch Group, für Longines und nach deren Vorgaben Kaliber für die Exklusivnutzung her, darunter ein Schaltradchronograph mit der Kaliberbezeichnung L688.

## Prominente Besitzer
Albert Einstein besaß eine Armband- und eine Taschenuhr von Longines. Die Armbanduhr mit einem Werk vom Typ 10.86N aus dem Jahre 1930 wurde 2008 für 596'000 US-Dollar versteigert, die Taschenuhr aus dem Jahre 1943 mit einem Werk vom Typ 37.93 gehört zur Sammlung des Historischen Museums in Bern. Longines-Uhren trugen außerdem Humphrey Bogart (auch im Film Casablanca), Amelia Earhart, Audrey Hepburn, Polarforscher Richard Byrd, Howard Hughes und Oskar Schindler, dessen Uhr in einer Versteigerung im März 2019 für über 46'000 US-Dollar verkauft wurde.

## Galerie

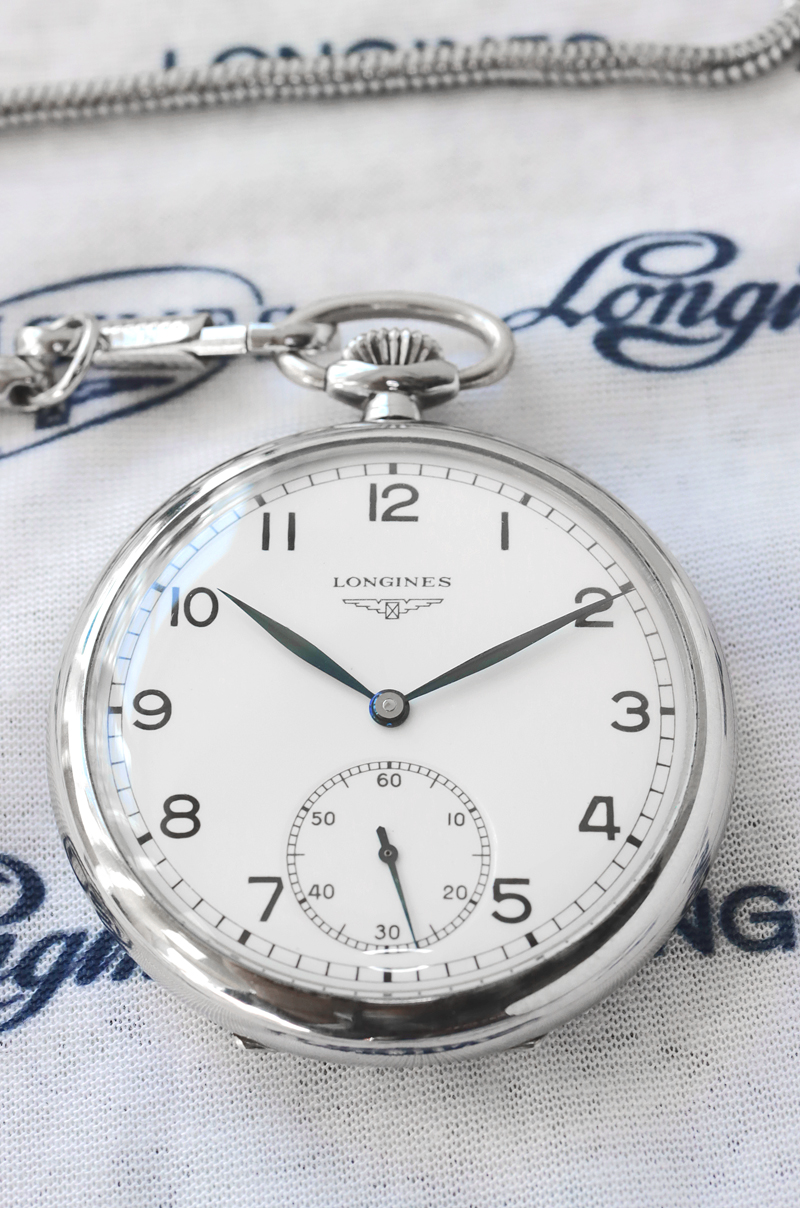
Diese Longines-Taschenuhr entspricht weitgehend dem Modell von Albert Einstein.
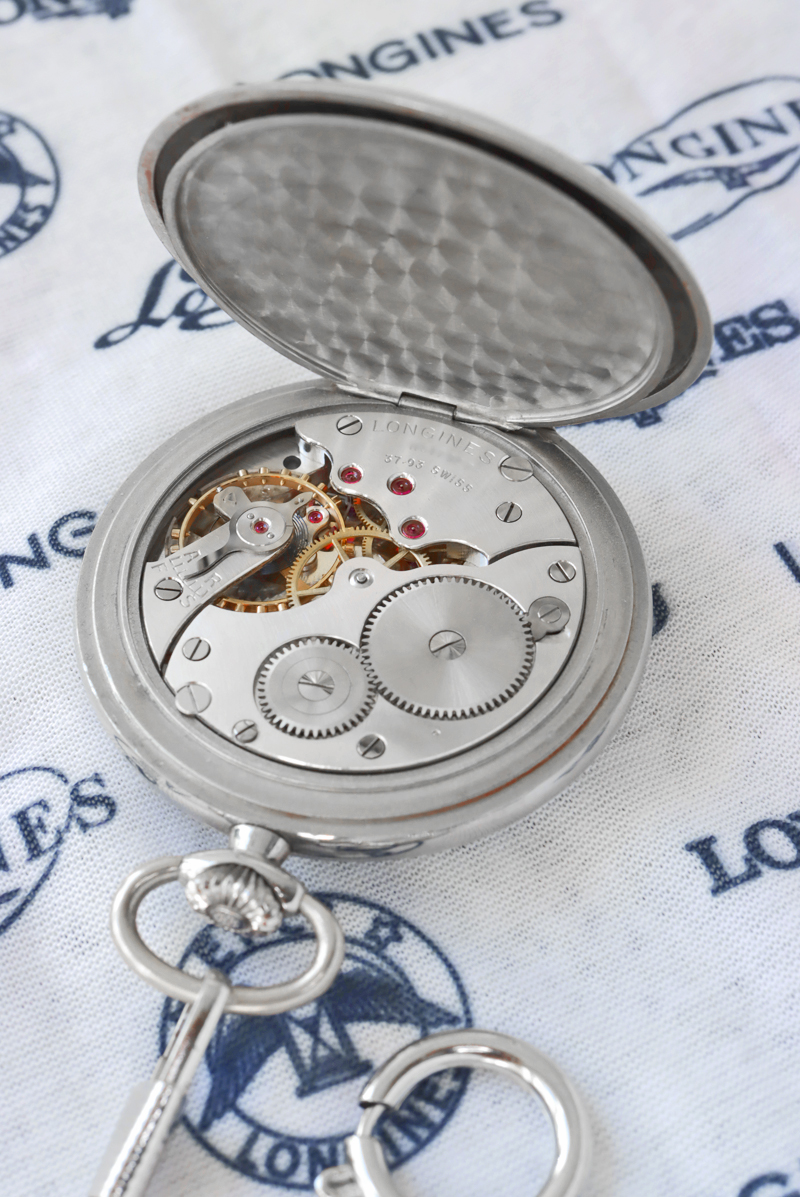
Rückseite der Taschenuhr – Werktyp Cal. 37.93
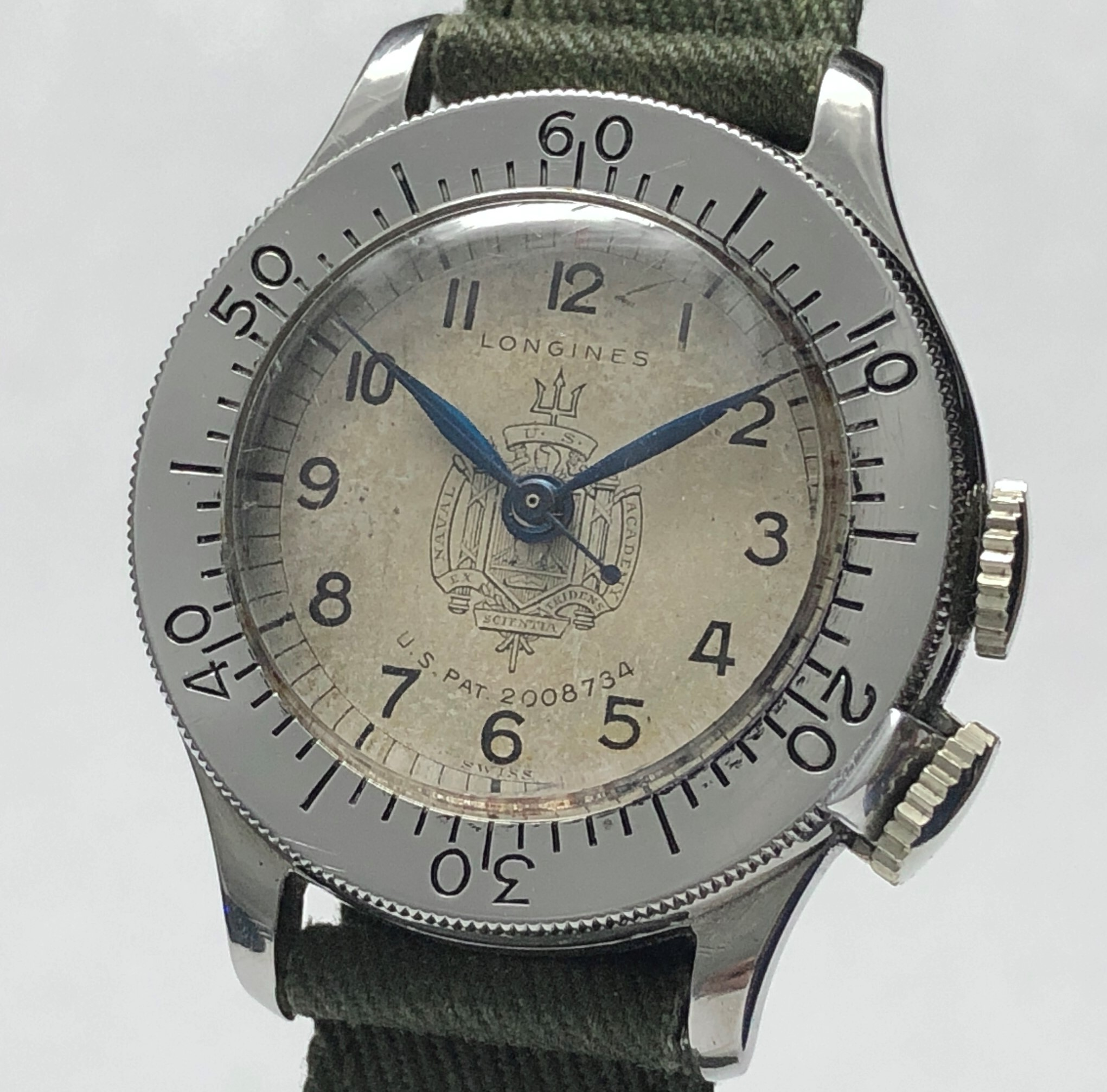
Longines Weems-Modell mit drehbarer Lünette statt verstellbarer Ziffernblatt-Scheibe
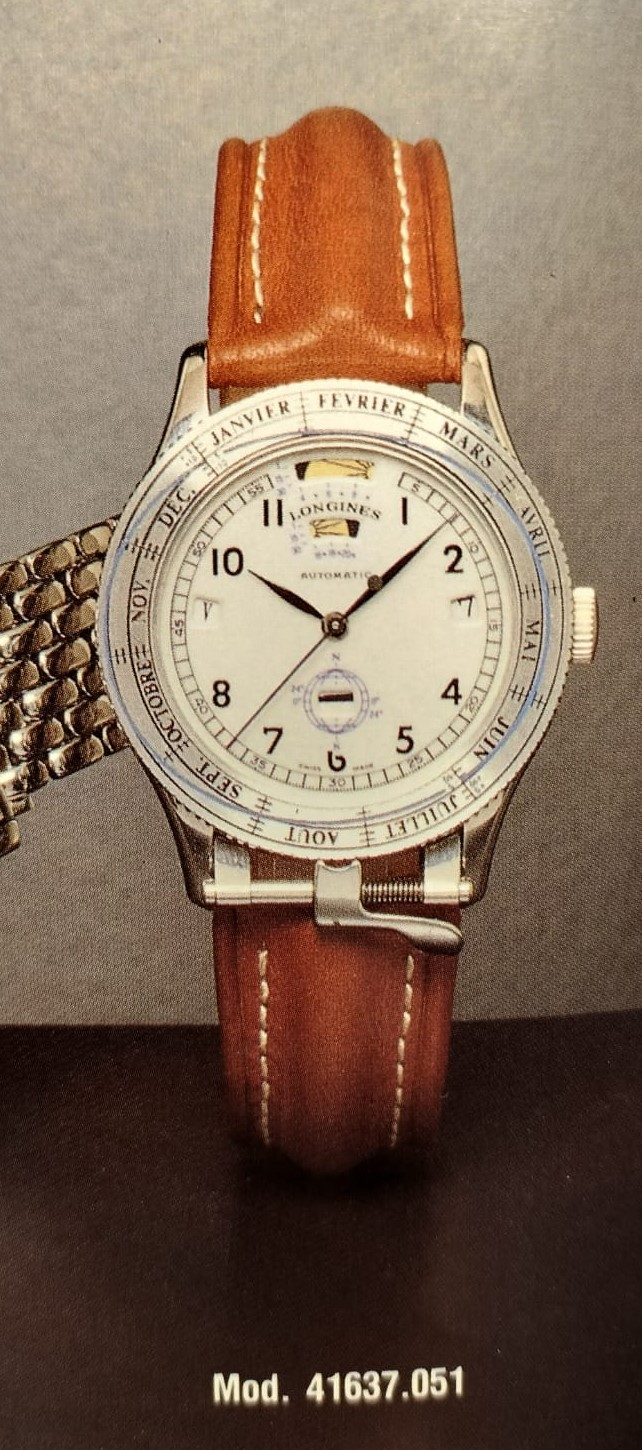
Longines Ephemerides Solaires Sonnenephemeridenuhr, 1990er
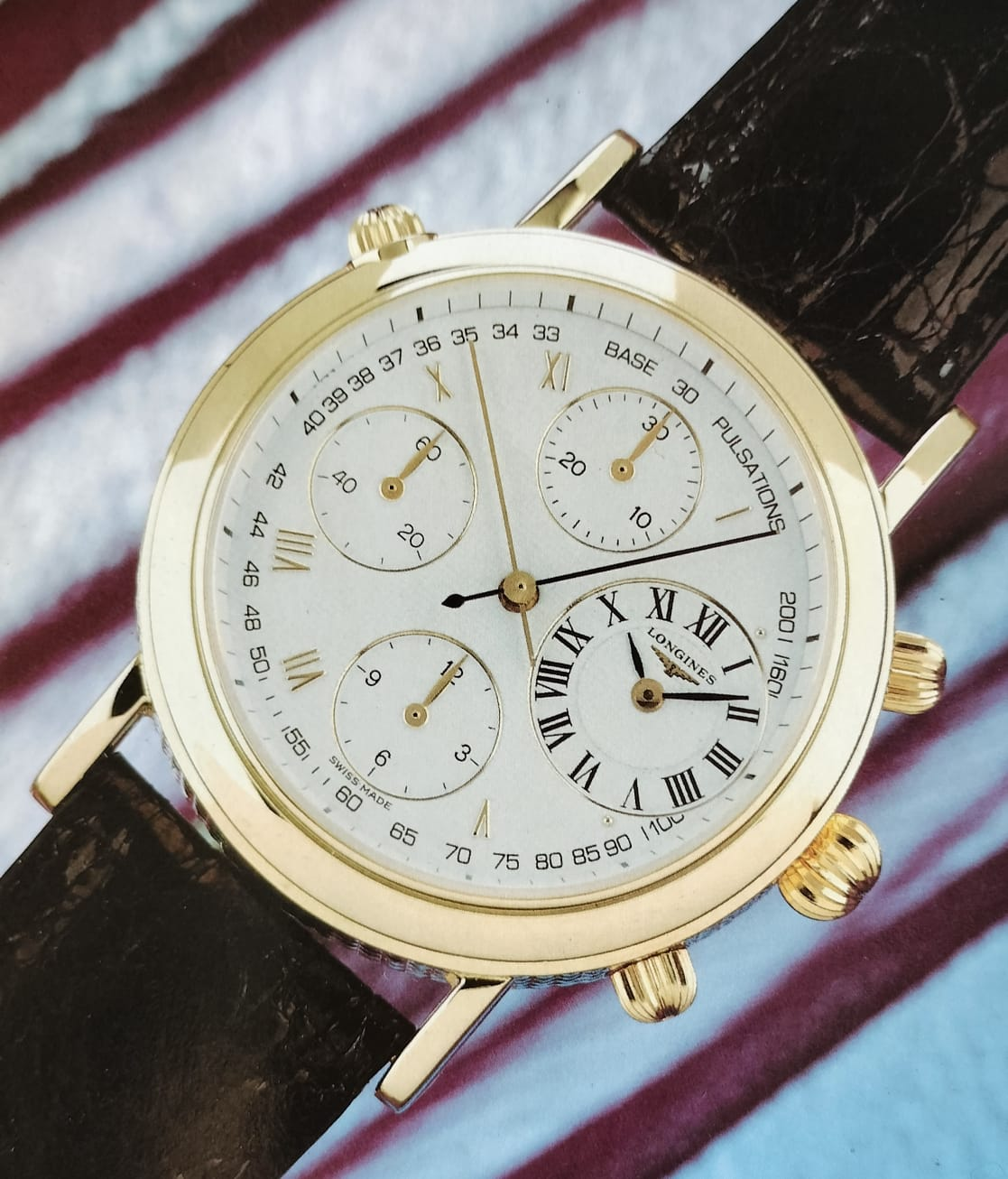
Sondermodell aus der Reihe Ernest Francillon: Schleppzeiger-Chronograph von 1992
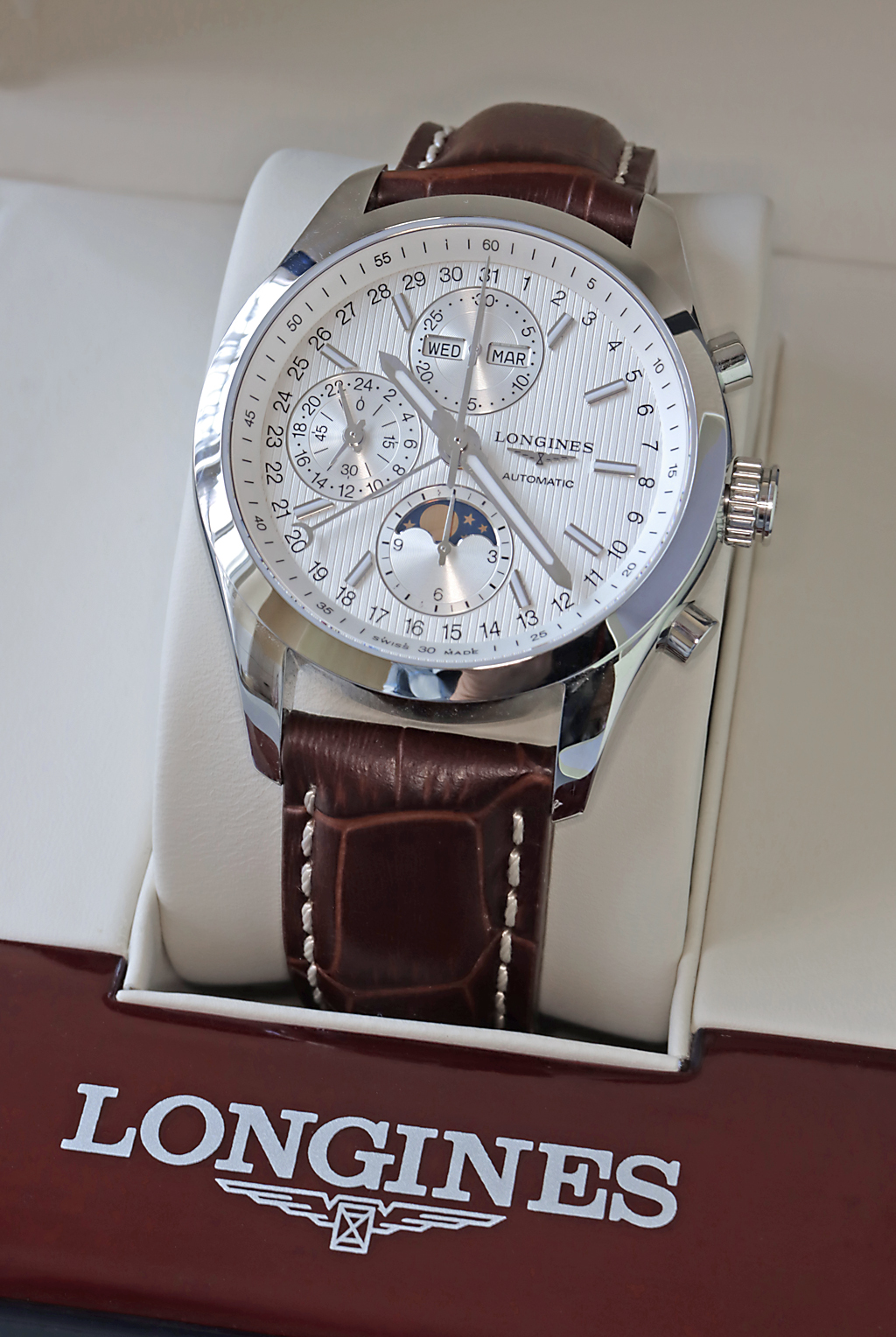
Modell aus der «Conquest Classic»-Reihe: Longines L2.798.4.72.3
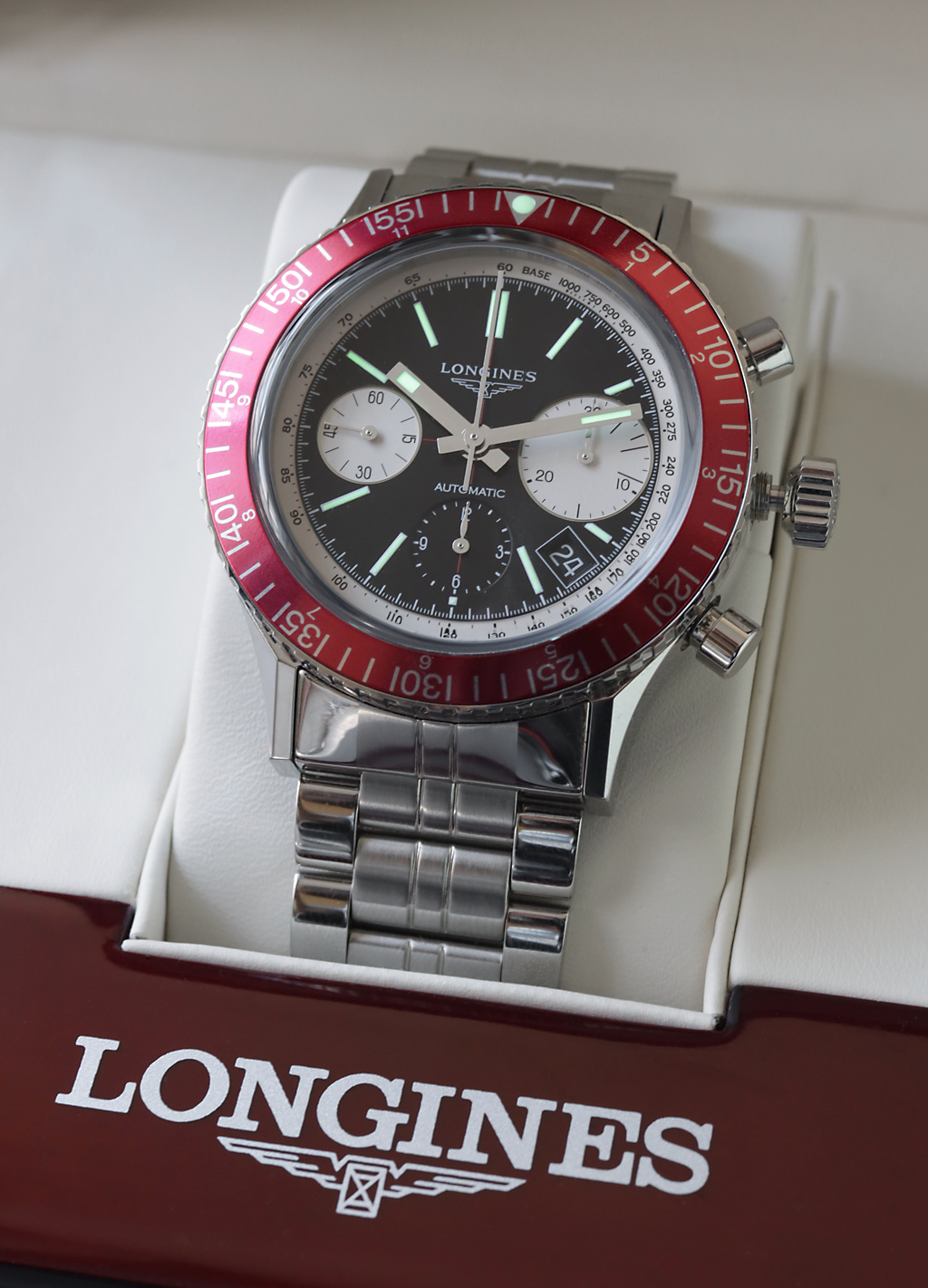
Longines Heritage Diver Chronograph, Retroversion eines Modells von 1967 mit der Modellnummer L2.808.4.52.6; Kaliber L688.2 Schaltradchronograph
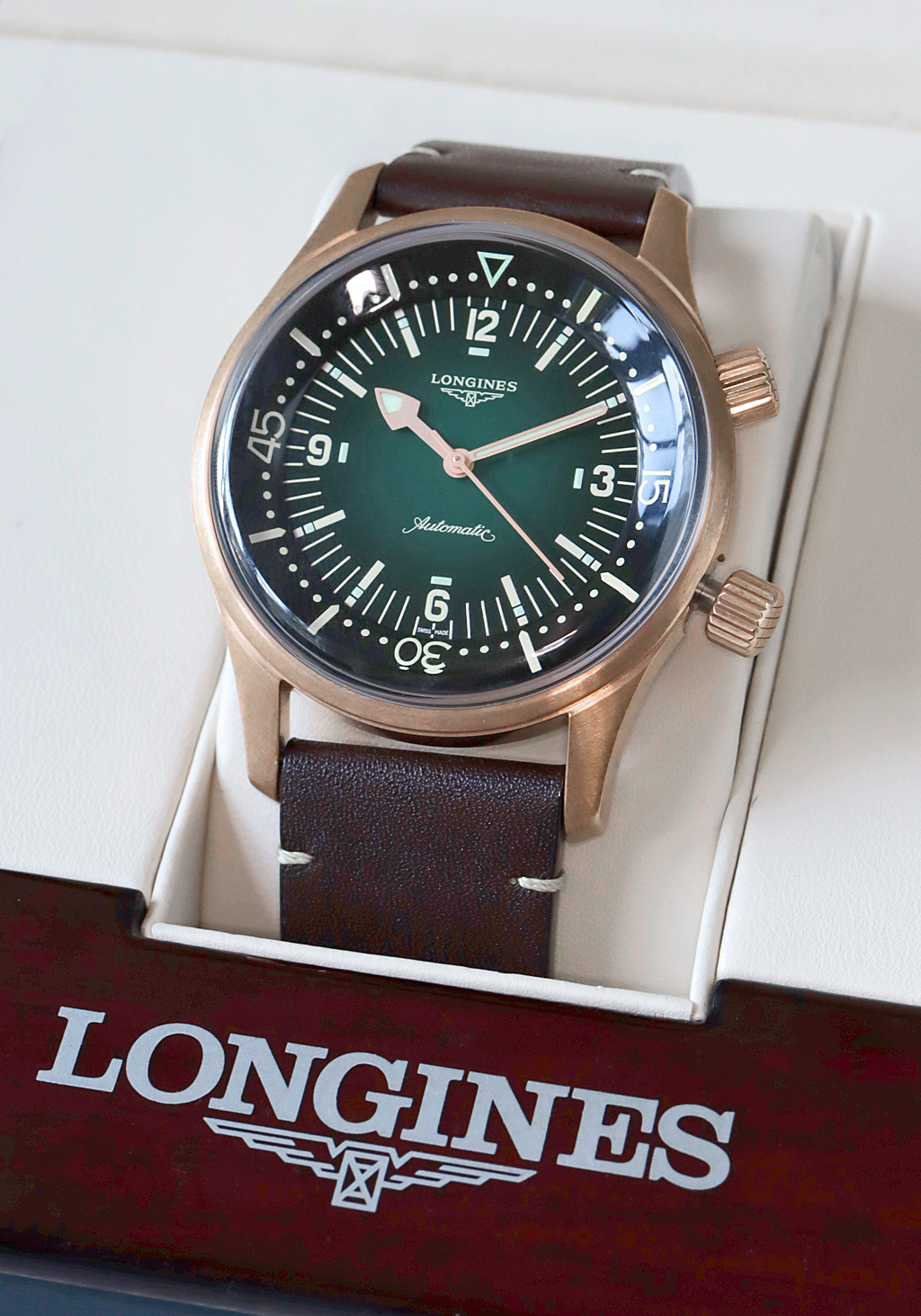
Longines Legend Diver Bronze Ref. L3.774.1.50.2
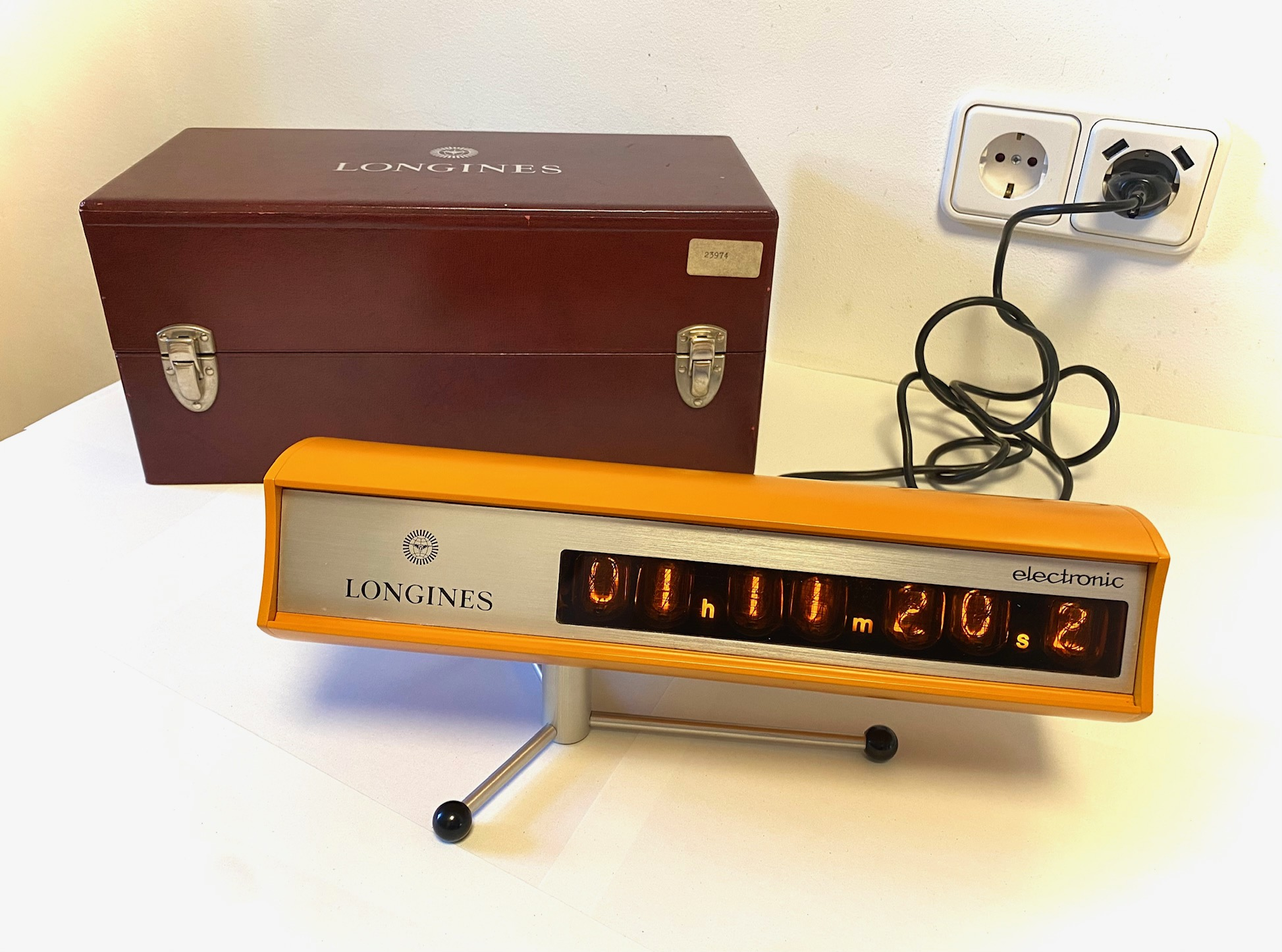
Longines B21 von 1972 mit einer Modellauflage von 500 Stück als Sonderanfertigung für die Olympischen Spiele 1972 in München